# Robert Höckert
Robert Gerhard Höckert, född 4 april 1868 i Karlskrona, död 5 mars 1939, var en svensk bibliotekarie.
Höckert föddes som son till handlaren Gustaf Anderson och hans hustru Augusta Höckert. Robert Höckert blev filosofie doktor i Uppsala 1926, 2:e bibliotekarie vid Riksdagsbiblioteket 1918, 1:e bibliotekarie där 1921 och dess överbibliotekarie 1932. Bland Höckerts skrifter märks bland annat Voluspá och vanakulten (2 band, 1926-30) samt översättningar. Han har dessutom utgett Viktor Rydbergs filosofiska och kulturhistoriska föreläsningar (4 band, 1899-1901, respektive 6 band, 1903-06).